# Моуре, Эрин
Эрин Моуре (англ. Erin Mouré, 17 апреля 1955, Калгари) — канадская поэтесса, переводчица

, пишет на английском языке.

## Биография
Мать эмигрировала из Галиции, приехала в Канаду в 1929. В 1975—1976 Эрин отучилась один год в университете Британской Колумбии, затем работала в Via Rail. Дебютировала в 1979 книгой стихов, номинированной на премию генерал-губернатора. Переводит поэзию с английского, испанского, галисийского, португальского языков (Фернандо Пессоа, Николь Броссар и др.).
Живёт в Монреале.

## Книги стихов
- Empire, York Street (1979, номинация на премию генерал-губернатора)
- The Whisky Vigil (1981)
- Wanted Alive (1983
- Domestic Fuel (1985)
- Furious (1988, премия генерал-губернатора)
- WSW (1989, премия Федерации писателей Квебека)
- Sheepish Beauty, Civilian Love (1992)
- The Green Word: Selected Poems: 1973—1992 (1994)
- Search Procedures (1996, номинация на премию генерал-губернатора)
- A Frame of the Book (1999)
- Pillage Laud (1999, переизд. 2011)
- O Cidadán (2002, номинация на премию генерал-губернатора)
- Little theatres (2005, премия Федерации писателей Квебека, номинация на премию генерал-губернатора, шортлист Канадской поэтической премии Гриффина)
- O Cadoiro (2007)
- Expeditions of a Chimæra(2009, шортлист премии Федерации писателей Квебека)
- O Resplandor (2010, шортлист премии Федерации писателей Квебека)
- The Unmemntioable (2012)